# Europarlamentari pentru Cehia 2004-2009
Această listă este o listă a membrilor Parlamentul European pentru Cehia în legislatura 2004-2009, aranjați alfabetic.

## B
- Jana Bobošíková (Neafiliați)
- Jan Březina (Partidul Popular European)

## C
- Milan Cabrnoch (Partidul Popular European)

## D
- Petr Duchoň (Partidul Popular European)

## F
- Hynek Fajmon (Partidul Popular European)
- Richard Falbr (Partidul Socialiștilor Europeni)
- Věra Flasarová (Stânga Unită Europeană - Stânga Verde Nordică)

### H
- Jana Hybášková (Partidul Popular European)

## K
- Jaromír Kohlíček (Stânga Unită Europeană - Stânga Verde Nordică)

## M
- Jiří Maštálka (Stânga Unită Europeană - Stânga Verde Nordică)

## O
- Miroslav Ouzký (Partidul Popular European)

## R
- Miloslav Ransdorf (Stânga Unită Europeană - Stânga Verde Nordică)
- Vladimír Remek (Stânga Unită Europeană - Stânga Verde Nordică)
- Zuzana Roithová (Partidul Popular European)
- Libor Rouček (Partidul Socialiștilor Europeni)

### S
- Nina Škottová (Partidul Popular European)
- Ivo Strejček (Partidul Popular European)
- Daniel Stroz (Stânga Unită Europeană - Stânga Verde Nordică)

## V
- Oldřich Vlasák (Partidul Popular European)

## Z
- Jan Zahradil (Partidul Popular European)
- Tomáš Zatloukal (Partidul Popular European)
- Vladimír Železný (Independență și Democrație)
- Jozef Zieleniec (Partidul Popular European)
- Jaroslav Zvěřina (Partidul Popular European)

## Vezi
- Alegeri pentru Parlamentul European, 2004 (Czech Republic) for election results.